# Canton de Pleine-Fougères
Le canton de Pleine-Fougères est une ancienne division administrative française, située dans le département d'Ille-et-Vilaine et la région Bretagne.

## Composition
Le canton de Pleine-Fougères regroupait onze communes, et comptait 8 475 habitants (population municipale 2012).
| Nom                        | Code Insee | Intercommunalité                                     | Superficie (km2) | Population (dernière pop. légale) | Densité (hab./km2) |
| -------------------------- | ---------- | ---------------------------------------------------- | ---------------- | --------------------------------- | ------------------ |
| La Boussac                 | 35034      | CC du pays de Dol et de la baie du Mont-Saint-Michel | 21,93            | 1 139 (2014)                      | 52                 |
| Broualan                   | 35044      | CC du pays de Dol et de la baie du Mont-Saint-Michel | 12,76            | 383 (2014)                        | 30                 |
| Pleine-Fougères            | 35222      | CC du pays de Dol et de la baie du Mont-Saint-Michel | 31,98            | 1 955 (2014)                      | 61                 |
| Roz-sur-Couesnon           | 35247      | CC du pays de Dol et de la baie du Mont-Saint-Michel | 25,86            | 1 032 (2014)                      | 40                 |
| Sains                      | 35248      | CC du pays de Dol et de la baie du Mont-Saint-Michel | 10,25            | 497 (2014)                        | 48                 |
| Saint-Broladre             | 35259      | CC du pays de Dol et de la baie du Mont-Saint-Michel | 23,81            | 1 123 (2014)                      | 47                 |
| Saint-Georges-de-Gréhaigne | 35270      | CC du pays de Dol et de la baie du Mont-Saint-Michel | 12,15            | 379 (2014)                        | 31                 |
| Saint-Marcan               | 35291      | CC du pays de Dol et de la baie du Mont-Saint-Michel | 7,68             | 457 (2014)                        | 60                 |
| Sougeal                    | 35329      | CC du pays de Dol et de la baie du Mont-Saint-Michel | 14,15            | 675 (2014)                        | 48                 |
| Trans-la-Forêt             | 35339      | CC du pays de Dol et de la baie du Mont-Saint-Michel | 14,83            | 553 (2014)                        | 37                 |
| Vieux-Viel                 | 35354      | CC du pays de Dol et de la baie du Mont-Saint-Michel | 8,77             | 320 (2014)                        | 36                 |

À la suite du redécoupage des cantons pour 2015, les onze communes sont rattachées au canton de Dol-de-Bretagne.

### Ancienne commune et découpage territorial
L'ancienne commune de Cendres est partagée en 1804 entre Pontorson (Manche) et Pleine-Fougères. Elle était la seule commune supprimée, depuis la création des communes sous la Révolution, incluse dans le territoire du canton de Pleine-Fougères. En 1887, la commune de Broualan est créée par prélèvement du territoire de La Boussac.

## Histoire
- Affaire Caroline Dickinson.

## Représentation

### conseillers généraux de 1833 à 2015
| Période | Période          | Identité                                        | Étiquette             | Qualité |
| ------- | ---------------- | ----------------------------------------------- | --------------------- | --- |
| 1833    | 1836             | Pierre Pasquier-Laforêt                         |                       | Juge de paix à Dol-de-Bretagne                                                                                   |
| 1836    | 1845 (démission) | Louis-François Hovius                           |                       | Négociant, maire de Saint-Malo (1830-1855), ancien député (1833-1834)                                            |
| 1845    | 1867 (décès)     | Amant Constant Robinot de Saint-Cyr (1790-1867) |                       | Président honoraire de la cour impériale de Rennes, maire de Rennes (1861-1867)                                  |
| 1867    | 1869 (décès)     | Comte Napoléon Mortier de Trévise               | Bonapartiste          | Propriétaire à La Boussac                                                                                        |
| 1869    | 1870             | siège vacant                                    |                       | |
| 1870    | 1906 (décès)     | François Brune                                  | Républicain modéré    | Notaire Maire de Pleine-Fougères (1877-1906)                                                                     |
| 1907    | 1910             | Pierre-Léonard Ménard                           | Républicain-Rad. ind. | Notaire Maire de Pleine-Fougères (1907-?)                                                                        |
| 1910    | 1928             | Francis Éon                                     | Rad.                  | Conseiller à la Cour de cassation, Paris                                                                         |
| 1928    | 1934             | Louis Guyon                                     | Rad. ind.             | Maire de Saint-Georges-de-Gréhaigne (jusqu'en 1935)                                                              |
| 1934    | 1940             | Serge Gas (1884-1964)                           | Rad. ind.             | Ancien préfet, conseiller d'État, directeur général au ministère de la Santé publique et de l'Éducation physique |
|         |                  |                                                 |                       | |
| 1945    | 1949             | Jules Besnard (1885-1968)                       | SFIO                  | Directeur d'école à Pleine-Fougères                                                                              |
| 1949    | 1953 (décès)     | François Carré (1895-1953)                      | PPUS                  | Agriculteur Maire de Pleine-Fougères                                                                             |
| 1953    | 1973             | Jean Marie Gallon                               | DVD                   | Greffier de paix, maire de Pleine-Fougères (1953-1977)                                                           |
| 1973    | 1979             | Albert Dory                                     | PS                    | Sous-officier, maire de Sains (1953-1983)                                                                        |
| 1979    | 1998             | Maurice Fantou                                  | app. UDF              | Chef d'entreprise, maire de Saint-Broladre (1983-2008)                                                           |
| 1998    | 2015             | Christian Couet                                 | PRG                   | Clerc de notaire, maire de Pleine-Fougères (2001-2014)                                                           |

### Conseillers d'arrondissement (de 1833 à 1940)
| Période                                  | Période      | Identité                                                                 | Étiquette   | Qualité |
| ---------------------------------------- | ------------ | ------------------------------------------------------------------------ | ----------- | --- |
| 1833                                     | 1835 (décès) | Broladre Richard                                                         |             | Propriétaire à Saint-Broladre                                                                               |
| 1836                                     | 1842         | M. Corbinais                                                             |             | Juge de paix à Pleine-Fougères                                                                              |
|                                          |              |                                                                          |             | |
| avant 1889                               | ?            | Antoine Richard                                                          | Républicain | Adjoint au maire de Pleine-Fougères                                                                         |
|                                          |              |                                                                          |             | |
|                                          | 1899 (décès) | M. Leroy                                                                 |             | |
|                                          |              |                                                                          |             | |
| 1901                                     | 1907         | Baron Hugues Hippolyte Victor de La Pigannière de Courcelles (1889-1927) |             | Propriétaire à Sains                                                                                        |
| 1907                                     | 1925         | Louis Guyon (1857-?)                                                     | RG          | Maire de Saint-Georges-de-Gréhaigne (1892-?)                                                                |
| 1925                                     | 1939 (décès) | Louis Goblé                                                              | RG          | Négociant, maire de Saint-Broladre                                                                          |
| 1940                                     |              |                                                                          |             | Les conseils d'arrondissement ont été suspendus par la loi du 12 octobre 1940 et n'ont jamais été réactivés |
| Les données manquantes sont à compléter. |              |                                                                          |             | |

## Démographie
| 1962  | 1968  | 1975  | 1982  | 1990  | 1999  | 2006  | 2011  | 2012  |
| ----- | ----- | ----- | ----- | ----- | ----- | ----- | ----- | ----- |
| 9 556 | 8 995 | 8 219 | 7 806 | 7 802 | 7 674 | 7 902 | 8 480 | 8 475 |